# 65기 혼인보전
65기 혼인보전(本因坊戰, 본인방전)은 2009년 10월 본선 리그를 시작해서 2010년에 4월에 본선 최종전을 통해 도전자를 가리고, 전기 우승자 하네 나오키 9단과의 도전기 7국은 2010년 5월 시작으로 예정되어 있다. 덤은 6집반이고, 제한시간은 도전기가 각자 8시간에 60초 초읽기 10회이다.

## 대회 일정
| 구분          | 일정                     |
| ------------- | ------------------------ |
| 예선 B, C     | 2008년 9월 - 12월        |
| 예선 A        | 2009년 1월 - 4월         |
| 최종 예선     | 2009년 4월 - 8월         |
| 본선          | 2009년 10월 - 2010년 4월 |
| 도전자 결정전 | 2010년 4월 5일           |
| 도전기        | 2010년 5월               |

## 본선 리그
본선리그는 전기 본선 성적 상위4명과 최종예선을 거쳐 선발한 4명이 풀리그를 통해 진행한다. 덤은 6집반. 제한시간은 각자 5시간에 60초 초읽기 5회이다.
| 서열 | 기사명                      | 타카오 | 야마다 | 야마시타 | 장쉬 | 타케미야 | 유키 | 미무라 | 이야마 | 성적   | 순위 |
| 1    | 타카오 신지 (高尾 紳路)     | -      | 승     | 승       | 패   | 승       | 승   | 승     | 패     | 5승2패 | 3위  |
| 2    | 야마다 키미오 (山田規三生)  | 패     | -      | 패       | 패   | 패       | 승   | 승     | 패     | 2승5패 | 탈락 |
| 3    | 야마시타 케이고 (山下敬吾)  | 패     | 승     | -        | 승   | 승       | 승   | 승     | 승     | 6승1패 | 1위  |
| 4    | 장쉬 (張 栩)                | 승     | 승     | 패       | -    | 승       | 승   | 패     | 패     | 4승3패 | 4위  |
| 5    | 다케미야 마사키 (武宮 正樹) | 패     | 승     | 패       | 패   | -        | 패   | 패     | 패     | 1승6패 | 탈락 |
| 5    | 유키 사토시 (結城 聡)       | 패     | 패     | 패       | 패   | 승       | -    | 승     | 패     | 2승5패 | 탈락 |
| 5    | 미무라 토모야수 (三村 智保) | 패     | 패     | 패       | 승   | 승       | 패   | -      | 패     | 2승5패 | 탈락 |
| 5    | 이야마 유타 (井山 裕太)     | 승     | 승     | 패       | 승   | 승       | 승   | 승     | -      | 6승1패 | 2위  |

### 상세결과
| 10월1일 | 야마시타 게이고 | 백불계승 | 야마다 기미오 | 덤:6집반 제한시간:각 5시간 60초5회 |

| 10월8일 | 다케미야 마사키 | 흑4.5집승 | 미무라 도모야수 | 덤:6집반 제한시간:각 5시간 60초5회 |

| 10월20일 | 장쉬 | 백불계승 | 유키 사토시 | 덤:6집반 제한시간:각 5시간 60초5회 |

| 10월22일 | 이야마 유타 | 백불계승 | 다카오 신지 | 덤:6집반 제한시간:각 5시간 60초5회 |

| 10월22일 | 야마시타 케이고 | 백불계승 | 미무라 토무야수 | 덤:6집반 제한시간:각 5시간 60초5회 |

| 11월5일 | 장쉬 | 흑불계승 | 이야마 유타 | 덤:6집반 제한시간:각 5시간 60초5회 |

| 11월12일 | 다케미야 마사키 | 백불계승 | 야마다 키미오 | 덤:6집반 제한시간:각 5시간 60초5회 |

| 11월12일 | 유키 사토시 | 흑불계승 | 타카오 신지 | 덤:6집반 제한시간:각 5시간 60초5회 |

| 12월17일 | 다케미야 마사키 | 흑3.5집승 | 장쉬 | 덤:6집반 제한시간:각 5시간 60초5회 |

| 12월17일 | 타카오 신지 | 백불계승 | 야마시타 케이고 | 덤:6집반 제한시간:각 5시간 60초5회 |

| 12월17일 | 미무라 토모야수 | 흑불계승 | 유키 사토시 | 덤:6집반 제한시간:각 5시간 60초5회 |

| 12월24일 | 야마다 키미오 | 흑불계승 | 이야마 유타 | 덤:6집반 제한시간:각 5시간 60초5회 |

본선 리그 3국까지 진행한 결과 명인위를 차지하면서 최고의 기량을 보이고 있는 이야마 유타 9단이 파죽의 3연승으로 중간 순위 1위를 달리고 있고, 그 뒤를 타카오 신지 9단, 야마시타 케이고 9단, 장쉬 9단이 2승1패로 추격하고 있다.
| 12월28일 | 장쉬 | 흑불계승 | 야마시타 케이고 | 덤:6집반 제한시간:각 5시간 60초5회 |

| 1월 7일 | 이야마 유타 | 백불계승 | 미무라 토모야수 | 덤:6집반 제한시간:각 5시간 60초5회 |

| 1월 14일 | 타카오 신지 | 백13.5집승 | 다케미야 마사키 | 덤:6집반 제한시간:각 5시간 60초5회 |

| 1월 14일 | 야마다 키미오 | 백불계승 | 유키 사토시 | 덤:6집반 제한시간:각 5시간 60초5회 |

| 2월 4일 | 유키 사토시 | 백10.5집승 | 다케미야 마사키 | 덤:6집반 제한시간:각 5시간 60초5회 |

| 2월 11일 | 미무라 토모야수 | 백불계승 | 장 쉬 | 덤:6집반 제한시간:각 5시간 60초5회 |

| 2월 11일 | 이야마 유타 | 흑불계승 | 야마시타 케이고 | 덤:6집반 제한시간:각 5시간 60초5회 |

| 2월 11일 | 야마타 키미오 | 흑불계승 | 다카오 신지 | 덤:6집반 제한시간:각 5시간 60초5회 |

| 2월 25일 | 미무라 토모야수 | 흑불계승 | 야마다 키미오 | 덤:6집반 제한시간:각 5시간 60초5회 |

| 3월 8일 | 장 쉬 | 백불계승 | 타카오 신지 | 덤:6집반 제한시간:각 5시간 60초5회 |

| 3월 11일 | 유키 사토시 | 흑5.5집승 | 이야마 유타 | 덤:6집반 제한시간:각 5시간 60초5회 |

| 3월 18일 | 야마시타 케이고 | 백4.5집승 | 다케미야 마사키 | 덤:6집반 제한시간:각 5시간 60초5회 |

8명 기사 모두 6국까지 진행한 결과 이야마 유타 9단과 야마시타 케이고 9단이 5승1패로 공동 1위, 그 뒤를 타카오 신지 9단이 4승 2패로 쫓고 있다.
| 4월 1일 | 유키 사토시 | 흑불계승 | 야마시타 케이고 | 덤:6집반 제한시간:각 5시간 60초5회 |

| 4월 1일 | 야마다 키미오 | 흑불계승 | 장 쉬 | 덤:6집반 제한시간:각 5시간 60초5회 |

| 4월 1일 | 타카오 신지 | 백2.5집승 | 미무라 토모야수 | 덤:6집반 제한시간:각 5시간 60초5회 |

| 4월 1일 | 이야마 유타 | 백불계승 | 다케미야 마사키 | 덤:6집반 제한시간:각 5시간 60초5회 |

이야마 유타 9단과 야마시타 케이고 9단이 6승1패로 공동 1위를 기록하여 4월 5일 도전자 결정전을 가지게 되었다.

## 도전자 결정전
도전자 결정전은 6승1패로 리그성적 공동1위를 한 이야마 유타 9단과 야마시타 케이고 9단이 가지게 되었는데, 야마시타 케이고 9단이 백으로 승리하고 도전자로 결정되었다.
|                 | 전적 |             |
| --------------- | ---- | ----------- |
| 야마시타 케이고 | 1-0  | 이야마 유타 |

| 4월 5일 | 야마시타 케이고 | 백불계승 252수 | 이야마 유타 | 덤:6집반 제한시간:각 5시간 60초5회 |